# Olympische Sommerspiele 1936/Ringen
Bei den XI. Olympischen Sommerspielen 1936 in Berlin fanden 14 Wettbewerbe im Ringen statt, je sieben im Freistil und im griechisch-römischen Stil. Austragungsort war die Deutschlandhalle im Bezirk Charlottenburg.

## Bilanz

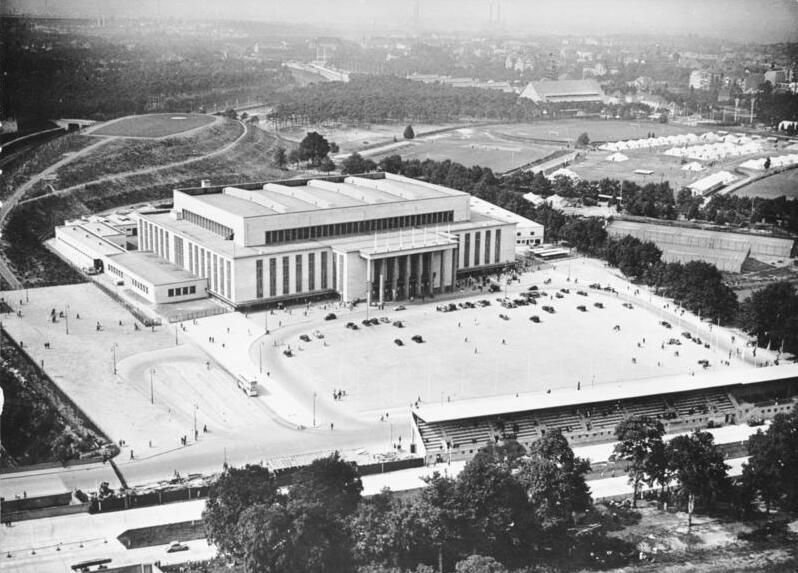
Deutschlandhalle

### Medaillenspiegel
| Platz  | Land               | Gold | Silber | Bronze | Gesamt |
| ------ | ------------------ | ---- | ------ | ------ | ------ |
| 1      | Schweden           | 4    | 3      | 2      | 9      |
| 2      | Ungarn             | 3    | –      | 1      | 4      |
| 3      | Finnland           | 2    | 1      | 3      | 6      |
| 4      | Estland            | 2    | 1      | 2      | 5      |
| 5      | Vereinigte Staaten | 1    | 3      | –      | 4      |
| 6      | Türkei             | 1    | –      | 1      | 2      |
| 7      | Frankreich         | 1    | –      | –      | 1      |
| 8      | Deutsches Reich    | –    | 3      | 4      | 7      |
| 9      | Tschechoslowakei   | –    | 2      | –      | 2      |
| 10     | Lettland           | –    | 1      | –      | 1      |
| 11     | Kanada             | –    | –      | 1      | 1      |
| Gesamt | Gesamt             | 14   | 14     | 14     | 42     |

### Medaillengewinner
Freistil
| Disziplin         | Gold                     | Silber                | Bronze                        |
| ----------------- | ------------------------ | --------------------- | ----------------------------- |
| Bantamgewicht     | Ödön Zombori (HUN)       | Ross Flood (USA)      | Johannes Herbert (GER)        |
| Federgewicht      | Kustaa Pihlajamäki (FIN) | Francis Millard (USA) | Gösta Jönsson-Frändfors (SWE) |
| Leichtgewicht     | Károly Kárpáti (HUN)     | Wolfgang Ehrl (GER)   | Hermanni Pihlajamäki (FIN)    |
| Weltergewicht     | Frank Lewis (USA)        | Thure Andersson (SWE) | Joseph Schleimer (CAN)        |
| Mittelgewicht     | Émile Poilvé (FRA)       | Richard Voliva (USA)  | Ahmet Kireççi (TUR)           |
| Halbschwergewicht | Knut Fridell (SWE)       | August Neo (EST)      | Erich Siebert (GER)           |
| Schwergewicht     | Kristjan Palusalu (EST)  | Josef Klapuch (TCH)   | Hjalmar Nyström (FIN)         |

Griechisch-römischer Stil
| Disziplin         | Gold                    | Silber                   | Bronze                 |
| ----------------- | ----------------------- | ------------------------ | ---------------------- |
| Bantamgewicht     | Márton Lőrincz (HUN)    | Egon Svensson (SWE)      | Jakob Brendel (GER)    |
| Federgewicht      | Yaşar Erkan (TUR)       | Aarne Reini (FIN)        | Einar Karlsson (SWE)   |
| Leichtgewicht     | Lauri Koskela (FIN)     | Josef Herda (TCH)        | Voldemar Väli (EST)    |
| Weltergewicht     | Rudolf Svedberg (SWE)   | Fritz Schäfer (GER)      | Eino Virtanen (FIN)    |
| Mittelgewicht     | Ivar Johansson (SWE)    | Ludwig Schweickert (GER) | József Palotás (HUN)   |
| Halbschwergewicht | Axel Cadier (SWE)       | Edvīns Bietags (LAT)     | August Neo (EST)       |
| Schwergewicht     | Kristjan Palusalu (EST) | John Nyman (SWE)         | Kurt Hornfischer (GER) |

## Ergebnisse Freistil

### Bantamgewicht (bis 56 kg)
| Platz | Land | Athlet            |
| ----- | ---- | ----------------- |
| 1     | HUN  | Ödön Zombori      |
| 2     | USA  | Ross Flood        |
| 3     | GER  | Johannes Herbert  |
| 4     | SWE  | Herman Tuvesson   |
| 5     | FIN  | Aatos Jaskari     |
| 6     | TUR  | Ahmet Çakıryıldız |
| 7     | ITA  | Marcello Nizzola  |
| 8     | BEL  | Gustave Laporte   |
| 8     | SUI  | César Gaudard     |

Datum: 2. bis 5. August 1936 

14 Teilnehmer aus 14 Ländern

### Federgewicht (bis 61 kg)
| Platz | Land | Athlet                  |
| ----- | ---- | ----------------------- |
| 1     | FIN  | Kustaa Pihlajamäki      |
| 2     | USA  | Francis Millard         |
| 3     | SWE  | Gösta Jönsson-Frändfors |
| 4     | CAN  | Vern Pettigrew          |
| 5     | HUN  | Ferenc Tóth             |
| 6     | JPN  | Mitsuo Mizutani         |
| 7     | ITA  | Marco Gavelli           |
| 8     | GBR  | Norman Morrell          |

Datum: 2. bis 4. August 1936 

15 Teilnehmer aus 15 Ländern

### Leichtgewicht (bis 66 kg)
| Platz | Land | Athlet                |
| ----- | ---- | --------------------- |
| 1     | HUN  | Károly Kárpáti        |
| 2     | GER  | Wolfgang Ehrl         |
| 3     | FIN  | Hermanni Pihlajamäki  |
| 4     | FRA  | Charles Delporte      |
| 5     | JPN  | Eiichi Kazama         |
| 6     | USA  | Harley de Witt Strong |
| 7     | ITA  | Paride Romagnoli      |
| 7     | EST  | Adalbert Toots        |

Datum: 2. bis 4. August 1936 

17 Teilnehmer aus 17 Ländern

### Weltergewicht (bis 72 kg)
| Platz | Land | Athlet           |
| ----- | ---- | ---------------- |
| 1     | USA  | Frank Lewis      |
| 2     | SWE  | Thure Andersson  |
| 3     | CAN  | Joseph Schleimer |
| 4     | FRA  | Jean Jourlin     |
| 5     | SUI  | Willy Angst      |
| 6     | GER  | Josef Paar       |
| 7     | BEL  | Julien Beke      |
| 7     | TUR  | Hüseyin Erçetin  |
| 7     | AUS  | John O’Hara      |

Datum: 2. bis 4. August 1936 

16 Teilnehmer aus 16 Ländern

### Mittelgewicht (bis 79 kg)
| Platz | Land | Athlet           |
| ----- | ---- | ---------------- |
| 1     | FRA  | Émile Poilvé     |
| 2     | USA  | Richard Voliva   |
| 3     | TUR  | Ahmet Kireççi    |
| 4     | SUI  | Ernst Krebs      |
| 5     | TCH  | Jaroslav Sysel   |
| 6     | FIN  | Kyösti Luukko    |
| 7     | ITA  | Ercole Gallegati |
| 7     | HUN  | János Riheczky   |

Datum: 2. bis 4. August 1936 

15 Teilnehmer aus 15 Ländern

### Halbschwergewicht (bis 87 kg)
| Platz | Land | Athlet          |
| ----- | ---- | --------------- |
| 1     | SWE  | Knut Fridell    |
| 2     | EST  | August Neo      |
| 3     | GER  | Erich Siebert   |
| 4     | SUI  | Paul Dätwyler   |
| 5     | USA  | Ray Clemons     |
| 6     | AUS  | Edward Scarf    |
| 7     | TCH  | Hubert Prokop   |
| 7     | HUN  | Ede Virág-Ébner |

Datum: 3. bis 4. August 1936 

12 Teilnehmer aus 12 Ländern

### Schwergewicht (über 87 kg)
| Platz | Land | Athlet            |
| ----- | ---- | ----------------- |
| 1     | EST  | Kristjan Palusalu |
| 2     | TCH  | Josef Klapuch     |
| 3     | FIN  | Hjalmar Nyström   |
| 4     | SWE  | Nils Åkerlindh    |
| 5     | FRA  | Robert Herland    |
| 6     | SUI  | Werner Bürki      |
| 7     | GER  | Georg Gehring     |
| 8     | CAN  | George Chiga      |

Datum: 3. bis 4. August 1936 

11 Teilnehmer aus 11 Ländern

## Ergebnisse griechisch-römischer Stil

### Bantamgewicht (bis 56 kg)
| Platz | Land | Athlet          |
| ----- | ---- | --------------- |
| 1     | HUN  | Márton Lőrincz  |
| 2     | SWE  | Egon Svensson   |
| 3     | GER  | Jakob Brendel   |
| 4     | FIN  | Väinö Perttunen |
| 5     | ROM  | Iosif Töjär     |
| 6     | EST  | Evald Sikk      |
| 7     | DEN  | Robert Voigt    |
| 8     | ITA  | Dante Bertoli   |

Datum: 6. bis 9. August 1936 

18 Teilnehmer aus 18 Ländern

### Federgewicht (bis 61 kg)
| Platz | Land | Athlet             |
| ----- | ---- | ------------------ |
| 1     | TUR  | Yaşar Erkan        |
| 2     | FIN  | Aarne Reini        |
| 3     | SWE  | Einar Karlsson     |
| 4     | GER  | Sebastian Hering   |
| 5     | LAT  | Krisjānis Kundziņš |
| 6     | ITA  | Valentino Borgia   |
| 7     | HUN  | Gyula Móri         |
| 7     | POL  | Henryk Szlązak     |

Datum: 6. bis 9. August 1936 

19 Teilnehmer aus 19 Ländern

### Leichtgewicht (bis 66 kg)
| Platz | Land | Athlet             |
| ----- | ---- | ------------------ |
| 1     | FIN  | Lauri Koskela      |
| 2     | TCH  | Josef Herda        |
| 3     | EST  | Voldemar Väli      |
| 4     | SWE  | Herbert Olofsson   |
| 5     | ITA  | Alberto Molfino    |
| 6     | NOR  | Arild Dahl         |
| 7     | POL  | Zbigniew Szajewski |
| 7     | ROM  | Filip Borlovan     |

Datum: 6. bis 9. August 1936 

18 Teilnehmer aus 18 Ländern

### Weltergewicht (bis 72 kg)
| Platz | Land | Athlet            |
| ----- | ---- | ----------------- |
| 1     | SWE  | Rudolf Svedberg   |
| 2     | GER  | Fritz Schäfer     |
| 3     | FIN  | Eino Virtanen     |
| 4     | EST  | Edgar Puusepp     |
| 5     | ITA  | Silvio Tozzi      |
| 6     | TUR  | Nurettin Baytorun |
| 7     | BEL  | Jean de Feu       |
| 7     | SUI  | Adolf Rieder      |

Datum: 6. bis 9. August 1936 

14 Teilnehmer aus 14 Ländern

### Mittelgewicht (bis 79 kg)
| Platz | Land | Athlet             |
| ----- | ---- | ------------------ |
| 1     | SWE  | Ivar Johansson     |
| 2     | GER  | Ludwig Schweickert |
| 3     | HUN  | József Palotás     |
| 4     | FIN  | Väinö Kokkinen     |
| 5     | EGY  | Ibrahim Orabi      |
| 6     | ITA  | Ercole Gallegati   |
| 7     | ROM  | Francisc Cocoș     |
| 8     | AUT  | Hans Pointner      |

Datum: 6. bis 9. August 1936 

16 Teilnehmer aus 16 Ländern

### Halbschwergewicht (bis 87 kg)
| Platz | Land | Athlet              |
| ----- | ---- | ------------------- |
| 1     | SWE  | Axel Cadier         |
| 2     | LAT  | Edvīns Bietags      |
| 3     | EST  | August Neo          |
| 4     | GER  | Werner Seelenbinder |
| 5     | ITA  | Umberto Silvestri   |
| 6     | NOR  | Olaf Knudsen        |
| 7     | AUT  | Franz Foidl         |
| 8     | TUR  | Mustafa Avcıoğlu    |

Datum: 6. bis 9. August 1936 

13 Teilnehmer aus 13 Ländern

### Schwergewicht (über 87 kg)
| Platz | Land | Athlet            |
| ----- | ---- | ----------------- |
| 1     | EST  | Kristjan Palusalu |
| 2     | SWE  | John Nyman        |
| 3     | GER  | Kurt Hornfischer  |
| 4     | TUR  | Mehmet Çoban      |
| 5     | FIN  | Hjalmar Nyström   |
| 6     | ITA  | Aleardo Donati    |
| 7     | CZE  | Josef Klapuch     |
| 7     | LAT  | Alberts Zvejnieks |

Datum: 6. bis 9. August 1936 

12 Teilnehmer aus 12 Ländern